# The Sacrament of Sin
The Sacrament of Sin ist das siebte Album der deutschen Power-Metal-Band Powerwolf. Es wurde am 20. Juli 2018 bei Napalm Records veröffentlicht.

## Entstehungsgeschichte
Die Herangehensweise an dieses Album stellte in der Bandgeschichte eine Neuerung dar. Waren bisher alle Alben unter Zuhilfenahme des Produzenten Fredrik Nordström (unter anderem auch Produzent von Dimmu Borgir, Arch Enemy und In Flames) im Studio Fredman in Schweden entstanden, vermittelte Mille Petrozza von Kreator die Band diesmal an Jens Bogren, der vorher unter anderem mit Paradise Lost und Sepultura arbeitete. Dieser zeigte ihnen eine gänzlich neue Herangehensweise. Zwar begann die Band wieder direkt nach der Tour zum Vorgängeralbum Blessed & Possessed (2015) mit der Sammlung von neuen Ideen, jedoch wurden diese nicht direkt verwirklicht, sondern erst einmal ruhen gelassen. Nach einer gewissen Zeit stellten sie ihre Ideen dann ihrem Produzenten vor, der mit ihnen gemeinsam die Songs ausarbeitete. So kam es bei Incense and Iron dazu, dass die Band erstmals Dudelsäcke verwendete, während andere Songs wesentlich geradliniger wurden. Insgesamt dauerte die Arbeit am Album etwa ein Jahr.
Während sich Jens Bogren um die Produktion des kompletten Albums kümmerte, engagierte die Band Joost van den Broeck, der sich um die orchestralen Parts des Albums kümmerte. Er hatte vorher schon für Bands wie After Forever, Star One und Epica gearbeitet.

## Veröffentlichung & Titelliste
Das Album erschien in mehreren Versionen. Neben der normalen CD, LP und Download-Version erschien eine limitierte Doppel-CD, die das Tributalbum Communio Luporum enthielt, bei dem 10 Stücke von Powerwolf von befreundeten Bands interpretiert wurden. Das Album entstand aus einer Bierlaune heraus, als Epica bei einer Probe auf ihrer gemeinsamen Tour einen Song von Powerwolf coverten. Darunter sind neben Power-Metal-Bands wie Epica und Battle Beast, auch unter anderem Saltatio Mortis und Metalcore-Bands wie Heaven Shall Burn und Caliban gecovert. Eluveitie versahen When the Saints Are Going Wild mit einem keltischen Text.
Dazu kam noch ein exklusives Boxset, das neben den beiden CDs außerdem ein Bonusalbum mit Orchesterbearbeitungen der Albumtitel enthielt. Dazu kamen das Album in goldenem Vinyl als Gatefold, das Tributalbum als silberne Vinylpressung, eine Coverflagge, fünf unterschrieben Autogrammkarten, eine Baumwolltasche und Sticker. Weitere Pressungen beinhalten eine Picture-LP sowie eine exklusive Kassetten-Version für den Mailorder EMP.

### Album
1. Fire & Forgive – 4:30
2. Demons Are a Girl’s Best Friend – 3:38
3. Killers with the Cross – 4:09
4. Incense & Iron – 3:57
5. Where the Wild Wolves Have Gone – 4:13
6. Stossgebet – 3:53
7. Nightside of Siberia – 3:53
8. The Sacrament of Sin – 3:26
9. Venom of Venus – 3:28
10. Nighttime Rebel – 4:03
11. Fist by Fist (Sacralize or Strike) – 3:32
12. Midnight Madonna (Earbook bonus) – 3:32

### Communio Lupatum
1. Sacred & Wild (Epica) – 4:47
2. We Drink Your Blood (Saltatio Mortis) – 3:40
3. Kiss of the Cobra King (Caliban) – 4:17
4. Resurrection by Erection (Battle Beast) – 3:47
5. Night of the Werewolves (Heaven Shall Burn) – 5:15
6. The Evil Made Me Do It (Kadavar) – 5:29
7. Let There Be Night (Kissin’ Dynamite) – 4:16
8. Amen & Attack (Mille Petrozza und Marc Görtz) – 3:56
9. Army of the Night (Amaranthe) – 3:02
10. Ira Sancti (When the Saints Are Going Wild) (Eluveitie) – 3:44

### The Symphony of Sin
1. Fire & Forgive – 4:30
2. Demons Are a Girl’s Best Friend – 3:38
3. Killers with the Cross – 4:09
4. Incense & Iron – 3:57
5. Where the Wild Wolves Have Gone – 4:13
6. Stossgebet – 3:53
7. Nightside of Siberia – 3:53
8. The Sacrament of Sin – 3:26
9. Venom of Venus – 3:28
10. Nighttime Rebel – 4:03
11. Fist by Fist (Sacralize or Strike) – 3:32
12. Midnight Madonna – 3:32

## Musikstil
Das Album wurde durch die neue Herangehensweise zu einer vielseitigen und stilistisch breit gefächerten Platte. Zu ihrem geradlinigen Power Metal der früheren Jahre traten nun auch folkloristische Elemente hinzu. Zudem wurde mit Where the Wild Wolves Have Gone erstmals auch eine Powerballade im Stile von Edge of Thorns von Savatage beziehungsweise Guns n’ Roses’ November Rain, die beide als Inspiration dienten, verwirklicht. Ursprünglich sollte das Lied sogar nur von Klavier und Gesang getragen werden.
Wie bei den Vorgängeralben drehen sich die Texte hauptsächlich um die religiöse Themen, die satirisch und mit einprägsamen Wortspielen dargeboten werden. Der Albumtitel gibt das Konzept vor: die Lieder behandeln überwiegend die Themen Sünde und Vergebung. Auch hier stellt Where the Wild Wolves Have Gone eine Neuerung dar. Er handelt von dem Thema Leben nach dem Tod und ist eher nachdenklich geraten. Mit Stossgebet erschien zum zweiten Mal nach Kreuzfeuer vom Album Preachers of the Night ein deutschsprachiger Song auf dem Album. Im Song wird außerdem etwas Küchenlatein verwendet.

## Rezeption

### Kritiken
Der Metal Hammer bemerkte „feine Details, die das Klangbild ergänzen, aber perfekt zu den gegebenen Eigenheiten passen“ und fragte „wie viel Wandel einer Band mit so eindeutig definierten Trademarks überhaupt guttun würde. Denn hinter dem ewigen Vorwurf verbirgt sich die höchste Kunst: Powerwolf entwickeln sich so unauffällig in kleinen Schritten und feinen Nuancen weiter, dass es wirkt, als habe man gar nichts verändert, sondern ‚nur‘ ein weiteres großartiges Album abgeliefert.“ Metal.de befand, die Band bleibe „zumeist ihrem altbewährten Stil treu“ und resümierte: „Powerwolf beweisen mit The Sacrament of Sin, dass sie in all den Jahren nichts von ihrer unzähmbaren Leidenschaft eingebüßt haben. Album Nummer sieben bietet allen Power-Metal-Aposteln elf sündhaft schöne Hymnen, die mal mit viel Gefühl, mal mit unerbittlicher Schnelligkeit für einen abwechslungsreichen Heavy-Metal-Gottesdienst sorgen.“

### Chartplatzierungen
The Sacrament of Sin ist nach Preachers of the Night (2013) das zweite Nummer-eins-Album der Band in den deutschen Albencharts.
| ChartsChartplatzierungen | Höchstplatzierung | Wochen |
| ------------------------ | ----------------- | ------ |
| Deutschland (GfK)        | 1 (13 Wo.)        | 13     |
| Österreich (Ö3)          | 9 (5 Wo.)         | 5      |
| Schweiz (IFPI)           | 4 (9 Wo.)         | 9      |

## Singleauskopplungen
Demons Are a Girl’s Best Friend wurde bereits am 25. Mai 2018 veröffentlicht und erschien als Maxi-CD exklusiv auf dem Masters of Rock Festival in Tschechien als Dankeschön für die Goldene Schallplatte für das Vorgängeralbum. Die Single erreichte in Tschechien Platin.
Am 12. Juli 2018, eine Woche vor Veröffentlichung des Albums, erschien Incense & Iron als zweite Singleauskopplung in digitaler Form.

## Gastmusiker
- Chorgesang: PA’dam Chamber Choir dirigiert von Maria Van Nieukerken
- Orchestrierung & Arrangement: Joost van den Broek
- Gastgesang: Dianne van Giersbergen, Jacobus van Bakel, John Jaycee Cuijpers, Marcela Bovio
- Wolfschor: Björn Hacket, Daniel Herzmann, Dirk Bersweiler, Dirk Reichel, Fritz Körber, James Boyle, Manfred Flick, Titan Fox, Tom Kurth Germann, Toni Hilbert